# Nazionale maschile di beach soccer del Camerun
La nazionale di beach soccer del Camerun rappresenta il Camerun nelle competizioni internazionali di beach soccer.

## Rosa
Aggiornata a luglio 2008
| N. |                    | Ruolo | Calciatore          |
| -- | ------------------ | ----- | ------------------- |
| 1  | Camerun (bandiera) | P     | Jean Kengne         |
| 2  | Camerun (bandiera) | A     | Franck Batoum       |
| 3  | Camerun (bandiera) | D     | Bernard Nkolo       |
| 4  | Camerun (bandiera) | D     | Bertrand Abissonono |
| 5  | Camerun (bandiera) | D     | Ekwalla Eyoum       |
| 6  | Camerun (bandiera) | A     | Bruno Ndengue       |

| N. |                    | Ruolo | Calciatore          |
| -- | ------------------ | ----- | ------------------- |
| 7  | Camerun (bandiera) | A     | Djibril Abouem      |
| 8  | Camerun (bandiera) | D     | Joan Etame          |
| 9  | Camerun (bandiera) | A     | Eric Yopa           |
| 10 | Camerun (bandiera) | A     | Aime Yombi          |
| 11 | Camerun (bandiera) | D     | Jean-Claude Nkoumou |
| 12 | Camerun (bandiera) | P     | Marc Belle          |

Allenatore: Jean Pierre Bahabege Ngwe